# 岡部弥太郎
岡部 弥太郎（岡部 彌太郎、おかべ やたろう、1894年6月20日 - 1967年3月14日）は、昭和期に活躍した日本の心理学者、教育者。東京大学教授、立教大学教授、国際基督教大学教養学部教授、上智大学文学部教授。幼少教育の先駆者であり、教育心理学の分野で多くの業績をあげた。

## 人物・経歴
長野県北佐久郡春日村（現・佐久市）出身。1919年（大正8年）、東京帝国大学文学部哲学科を卒業。同年、同大学助手となり、女子英学塾（現・津田塾大学）、立教大学の各講師を兼務する。
1930年（昭和5年）、東京大学助手を辞め、立教大学教授に就任。教育学、教育史を講じ、心理学演習を担当した。1935年（昭和10年）からは、東京大学に戻り助教授となり、1948年（昭和23年）に東大教授となった。
1951年（昭和26年）にアメリカを視察して、教育心理学の研究を行う。愛育研究所教養部長となり、幼少教育に先鞭をつけた。1955年（昭和30年）、東京大学を定年退職した後、国際基督教大学教養学部教授、上智大学文学部教授を歴任した。

## 主な著作
- 『教育的測定』教育研究会 1923年
- 『教育心理学』岡部弥太郎, 沢田慶輔 編 東京大学出版会 1955年